# エメサのヘリオドロス
エメサのヘリオドロス（古希: Ἡλιόδωρος ὁ Ἐμεσηνός, 英: Heliodorus of Emesa, 生没年不詳）は、古代ギリシアの作家。エメサ出身で、西暦3世紀頃の生まれか。『エティオピア物語』の名で知られる恋愛小説『テアゲネスとカリクレイア』全10巻の著者として知られる。
本人によると、父の名はテオドシウスで、太陽神ヘーリオスを祭る神官の家系という。5世紀の教会史家であるコンスタンティノープルのソクラテスは『エティオピア物語』の作者をトリカラの司祭ヘリオドロスに同定した。14世紀のニケフォロス・カリストゥス・クサントポウロスの説では、作品はヘリオドロスが若い頃キリスト教徒になる前に書いたもので、自著であることを否定するか神職を辞めるかの二者択一を迫られると、辞職を選んだという。しかし、両者の説を否定するのが通説である。

## 著作
- 『エティオピア物語』下田立行訳、「叢書アレクサンドリア図書館」国文社、2003年
  - 新版・岩波文庫（上・下）、2024年10-11月